# Michael Raedecker
Michael Raedecker (Amsterdam, 12 maggio 1963) è un artista olandese, conosciuto per i dipinti ad acrilico o con altri diversi materiali.

## Biografia
Prima di dedicarsi alla pittura, ha studiato moda presso il Gerrit Rietveld Academie. Nel 1993 si iscrive al Rijksakademie, nella propria città natale, e nel 1996 frequenta il Goldsmiths College a Londra, dove ottiene un master in belle arti l'anno successivo.

## Riconoscimenti
Nel 2000, Raedecker è stato finalista del Turner Prize con l'opera spot, realizzata due anni prima.